# Надія (Краматорський район)
Надія — село Олександрівської селищної громади Краматорського району Донецької області, Україна. У селі мешкає 75 людей.

## Назва
10 квітня 2024 року Комітет Верховної Ради України з питань організації державної влади, місцевого самоврядування, регіонального розвитку та містобудування підтримав перейменування села на Надія. Перейменована 19 вересня 2024 року.